# Coelioxys hiroba
Coelioxys hiroba är en biart som beskrevs av Nagase 2003. Coelioxys hiroba ingår i släktet kägelbin, och familjen buksamlarbin. Inga underarter finns listade i Catalogue of Life.